# På spaning ...
På spaning ... är en svensk dokumentärfilm från 1974 i regi av Ulf von Strauss. Filmen är en kärleksfull skildring av tre åldriga syskon på Gotland och blir genom huvudpersonerna till en beskrivning av tidens gång.
Filmen är Ulf von Strauss debutfilm och blev snabbt en klassiker.. Filmen visades på SVT 1975 och finns att tillgå på SVT:s Öppet arkiv.